# Тіґре (річка)
Тіґре (ісп. Río Tigre) — річка у східній частині Еквадору та на півночі Перу — ліва притока річки Мараньйон. Належить до водного басейну Амазонки → Атлантичного океану.

## Географія
Річка починає свій витік від злиття річок Кунамбо та Пінтояцу в східній частині Еквадору, в провінції Пастаса. Тече на схід — південний-схід, територією Еквадору та Перу (регіон Лорето) по рівнині перуанської Амазонії, між басейнами річок Напо — на північному сході та Пастаса — на південному заході, і впадає із лівого берега у річку Мараньйон, за 65 км на захід від гирла річки Укаялі. Судноплавна протягом 200 км від гирла.
Річка має довжину 760 км, а від витоку притоки Кунамбо — 940 км. Середньорічна витрата води в гирлі становить 2 700 м³/с. Площа басейну — 54 200 км². Живлення дощове.

## Притоки
Річка Тіґре на своєму шляху приймає воду значної кількості приток, найбільші із них (від витоку до гирла):
- Кунамбо (права складова притока, 210 км, 3 600 км², 170 км³/с)
- Пінтояцу (ліва складова, 205 км, 3 500 км², 180 км³/с)
- Танґарана (ліва притока, 280 км, 5 540 км², 350 км³/с)
- Корієнтес (права, 530 км, 18 600 км², 1 160 км³/с)